# 莫林 (堪薩斯州)
莫林（英語：Moline）是一個位於美國堪薩斯州艾克縣的城市。

## 地方資料
根據2020年美國人口普查的數據，莫林的面積為0.87平方千米，當中陸地面積為0.87平方千米，而水域面積為0.00平方千米。當地共有人口345人，而人口密度為每平方千米396.55人。